# Prolymnia
Prolymnia är ett släkte av fjärilar. Prolymnia ingår i familjen nattflyn.
Kladogram enligt Catalogue of Life:
| Prolymnia | \| \| Prolymnia atrifera \| \| \| \| \| \| Prolymnia triangularis \| \| \| \| \| \| Prolymnia viola \| \| \| \| |
|           | \| \| Prolymnia atrifera \| \| \| \| \| \| Prolymnia triangularis \| \| \| \| \| \| Prolymnia viola \| \| \| \| |
|           | Prolymnia atrifera                                                                                              |
|           | |
|           | Prolymnia triangularis                                                                                          |
|           | |
|           | Prolymnia viola                                                                                                 |
|           | |